# Maria Savery
Maria Savery Als-Nielsen (født 23. december 1968) er en dansk skuespiller, teaterinstruktør, koreograf, komponist, balletlærer og tidligere balletdanser.
Savery blev i 1974 optaget som balletbarn på Det Kongelige Teaters balletskole og blev i 1985 aspirant ved Den Kongelige Ballet, hvor hun bl.a. medvirkede i Nøddeknækkeren og Romeo og Julie, men stoppede med balleten som 17-årig. Hun fortsatte med at få undervisning i sang og skuespil hos Erik Mørk og blev i 1987 uddannet skuespiller fra Det Kongelige Teater, hvor hun også var ansat indtil 1990.
Sin første folkelige rolle fik hun som Jette Kaas i tv-serien Ugeavisen i 1990. Derefter havde hun flere engagementer som danser og senere som instruktør på en hiphop-opsætning af Nøddeknækkeren i 2002/2003. Hun har desuden skrevet både tekst og musik til en Bubber-cd samt titelsangen til Den store dag. Senere blev hun ansat som koreograf. Hun har desuden undervist i skuespilteknik og ballet. 
Hun har to børn med filminstruktør Morten Lorentzen, Mathilde Savery (musiker) og Mathias Savery Lorentzen (musiker). Hun er datter af pianisten Janne Savery og fysikeren Jens Als-Nielsen, søster til Uffe Savery fra Safri Duo, og driver sin egen danseskole Savery Academy] på Christianshavn. 

## Filmografi
- Den røde tråd (1989)
- Camping (1990)
- Sekten (1997)
- At kende sandheden (2002)
- Der var engang en dreng (2006)
- Darling (2016)

### Tv-serier
- Ugeavisen (1990-1991)
- De udvalgte (2001)
- Krøniken (2003-2006)
- Nynne (2006)